# Тладіанта сумнівна

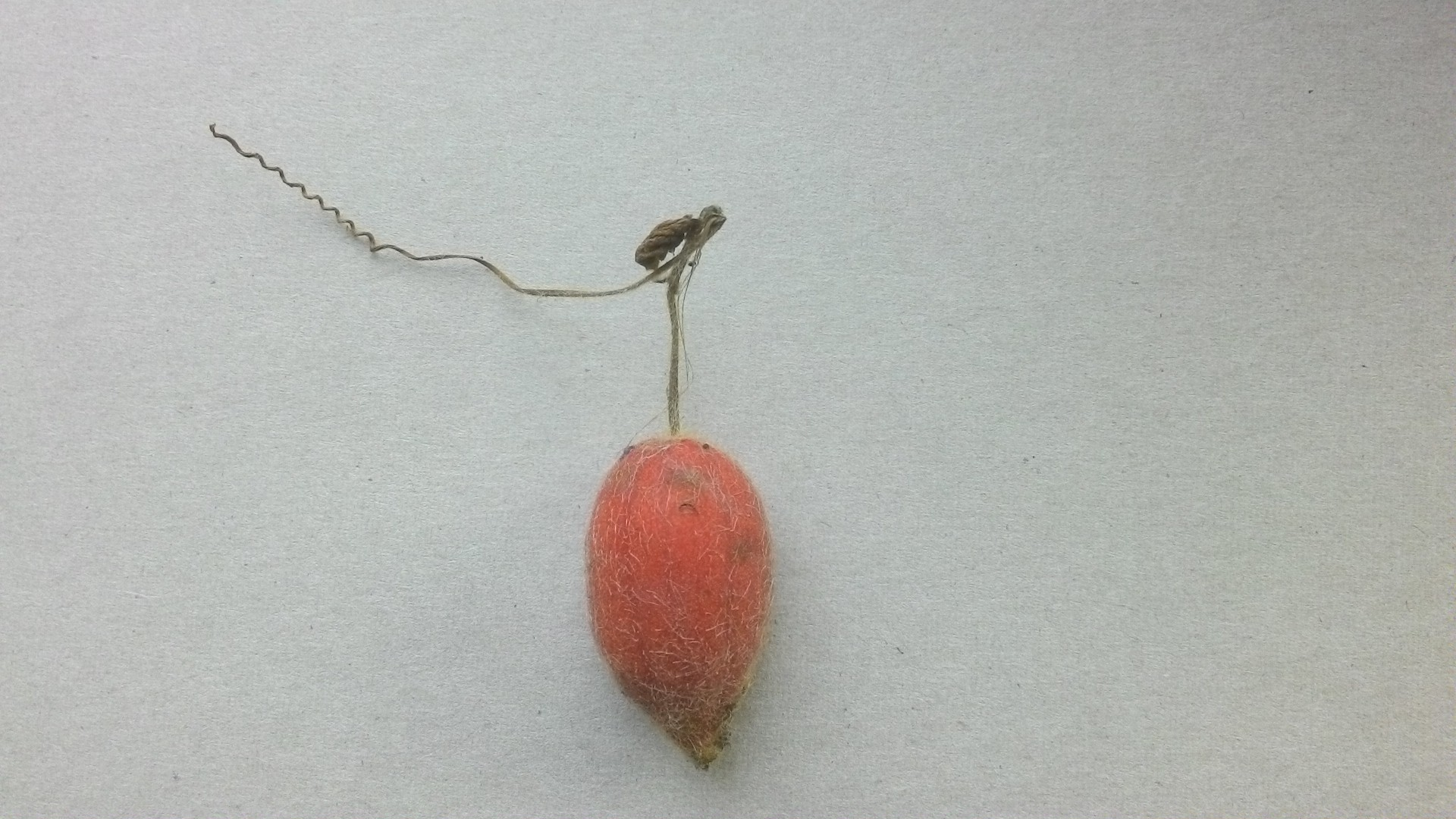
Плід тладіанти сумнівної

Тладіа́нта сумнівна (Thladiantha dubia) — вид квіткових рослин роду тладіанта.

## Ботанічний опис
Багаторічна рослина, дводомна бульбоносна ліана, чіпається до опори за допомогою вусиків.
Стебла довжиною 3-5 м, сильно розгалужені, волосисто-опушені, на зиму відмирають.
Листки серцеподібні, повстяні. Квітки дводомні, численні, жовті, жіночі — поодинокі, чоловічі зібрані у суцвіття по 10 штук; розпускаються в липні-серпні.
Плоди — невеликі, за формою схожі на огірки, зелені, при дозріванні червоніють, стають солодкими; дозрівають в серпні-вересні, краще зав'язуються при штучному запиленні.

## Поширення
Вид поширений у Приморському краю та Китаї, у здичавілому вигляді зустрічається в Україні та по всій території Європи.

## Використання
Тладіанту сумнівну використовують у декоративному садівництві для вертикального озеленення терас, балконів, пергол, альтанок. Проте тладіанта сумнівна є адвентивною рослиною, дуже швидко поширюється, тому існує загроза інвазії.